# Jecheon
Jecheon (hangul 제천, hanja 堤川) är en stad i den sydkoreanska provinsen Norra Chungcheong. Kommunens namn är Jecheon-si (hangul 제천시, hanja 堤川市).
Folkmängden uppgick till 136 242 invånare i slutet av 2020.
Centralorten har 111 471 invånare på en yta av 94,82 km² och är indelad i nio stadsdelar (dong):
Cheongjeon-dong,
Gyo-dong,
Hwasan-dong,
Jungang-dong,
Namhyeon-dong,
Sinbaek-dong,
Uirimji-dong,
Yeongseo-dong och
Yongdu-dong.
Ytterområdet har 23 146 invånare på en yta av 788,61 km² och är indelad i en köping (eup) och sju socknar (myeon):
Baegun-myeon,
Bongyang-eup,
Cheongpung-myeon,
Deoksan-myeon,
Geumseong-myeon,
Hansu-myeon,
Songhak-myeon och
Susan-myeon.